# 西羅馬帝國
西羅馬帝國是羅馬帝國基於286年被戴克里先分為兩部份後，把政權一分為二建立四帝共治制，從而開始有的東西兩部的概念，位處西部的部分即是在395年最後分裂的西羅馬帝國；而東部最後則成為東羅馬帝國（即拜占庭帝國）。正式名稱與東羅馬帝國相同，均用羅馬共和時代的「元老院與羅馬人民」（Senatus Populusque Romanus）。而當時羅馬人並不認為國家已被劃分為兩個国家，而是視為由兩個朝廷管理的單一政體。由於西羅馬帝國日趨減弱，因而受到東羅馬帝國的扶持。476年西羅馬帝國被日耳曼吞併。
西羅馬帝國的皇帝之位在3世紀到5世紀間斷續存在。隨著戴克里先建立的四帝共治制，君士坦丁大帝和尤利安（324－363年）遷都拜占廷後重新統一羅馬，但是在狄奧多西一世在395年過世後又把帝國分割分別給兩個兒子繼承。
476年9月4日，日耳曼裔將領奧多亞塞控制義大利全境，導致僅擁立一年的西羅馬皇帝羅慕路斯·奧古斯都被迫退位，歷史學者愛德華·吉本亦將西羅馬帝國的滅亡定於這一年。另有觀點定於西元480年曾在羅慕路斯之前上位的原西羅馬皇帝尼波斯逝世的那年，因為他在流亡後仍獲東羅馬和奧多亞塞等勢力的形式上承認。由於羅馬帝國在欧洲历史上中的巨大影响力，因此西元476年西羅馬帝國灭亡之时，一般也被劃分為古代歐洲的終結，並進入了中古時代。
480年以後，東羅馬帝國的芝諾也不再拥立新的西部皇帝，而是先後冊封入主西羅馬舊地的日耳曼裔統治者奧多亞塞及狄奧多里克為意大利國王。
800年，羅馬教會（即天主教會）為了與當時位於東羅馬帝國的君士坦丁堡教會（即東正教會）抗衡，法蘭克國王查理曼被教宗良三世加冕為羅馬人的皇帝，而查理大帝亦被視作繼承西羅馬帝國，並形成了一個新的皇室世系；之後發展成神聖羅馬帝國，而神圣罗马皇帝也以繼承西羅馬皇帝自居，但是這個「復活」的西羅馬帝國不論在血統還是語言上都已經與原本的古羅馬沒有關聯了。

## 西部帝國的背景

在屋大維開始對外征服的共和國版圖

古罗马在共和時期的對外擴張，都是以羅馬城為中心，这導致無法控制較为偏遠的省分。通訊成為帝國首要的問題。帝国重要的时事资讯，如新的入侵、暴動、天災和傳染病爆發，往往需要藉著船舶或著驛站傳到羅馬的各個省分，因此羅馬必須在每個省分派駐總督。
在帝國建立初期的疆域是承襲羅馬共和時期後三頭同盟的領土：馬克·安東尼、屋大維以及雷必達。
安東尼占據的帝國東方－亞該亞行省、馬其頓行省以及伊庇魯斯行省（相當今日的希臘、阿爾巴尼亞和部分克羅埃西亞）、比提尼亞行省、本都行省以及亞細亞行省（今日的土耳其）、敘利亞行省、賽普勒斯行省，這些領土涵蓋了古代马其顿帝国所征服的領土，因此多數貴族都來自希臘境內，安東尼所轄之處特別是都市地區受到希臘化的影響。屋大維則占據的帝國西方－義大利行省（今日的義大利）、高盧行省（今日的法國）、高盧比利時（今日的低地國家）以及西班牙行省（今日的伊比利半島），其領土包含了希臘等地的海岸地區，凱爾特人的居住地，例如：高盧人以及凱爾特伊比利亞人，還有占據阿非利加行省部分地區（今日的突尼西亞），另外還有西西里行省（今日的西西里島）。
在擊敗安東尼之後，勝利的屋大維統一羅馬。當時帝國充斥著各種地方文化，這被稱作羅馬化。當東方的希臘文化碰上了西方的拉丁文化產生了融合，影響了政治、軍事的發展，最後帝國的分治也是因此劃分。
西元284年，羅馬帝國內亂不斷，外敵也紛紛入侵，而且軍人專政，干預皇帝廢立，所以新皇帝戴克里先上任後，自知一人無力应付奴隸起義及异族入侵，於是把羅馬帝國西半部（即意大利、西班牙、高盧、不列顛、中歐、北非）交由其好友馬克西米安管治，自己則管治羅馬帝國東半部（即巴爾幹半島、東南歐、小亞細亞、巴勒斯坦、叙利亚、黎巴嫩、约旦、埃及）。兩人也分別設立副職，並由四人合治國家，史稱四帝共治制。其後羅馬帝國皇帝君士坦丁一世遷都君士坦丁堡並統一羅馬，但在西元3世紀至西元5世紀之間東西帝國斷斷續續的存在。西元395年，最後一名羅馬帝國統一皇帝狄奧多西一世立下遺言，把帝國照戴克里先的分法分給自己的兩個兒子，東部分給長子阿卡狄烏斯，西部分給幼子霍諾里烏斯，分別治理。西羅馬帝國定都梅蒂奧拉努（米蘭的古稱）。東羅馬帝國（後稱拜占庭帝國）則定都君士坦丁堡（今伊斯坦堡）。自此之後羅馬帝國永久分裂。

### 叛亂和紛爭
帝國內經常出現小型的叛亂和起義，尤其是剛被征服的部落以及城市，因此軍隊也時常出兵鎮壓。在和平的時期可以簡單地平定內亂，但在戰爭時期則相對困難，其中一個例子就是猶太戰爭。
在戰爭全面爆發時，率領軍團的將領（例如：維斯帕先）通常比和平時多更多，為了確保指揮官的忠誠，會挾持其家人做為人質，最後尼祿控制了圖密善、昆圖斯，他們分別是維斯帕先的兒子以及妹夫，尼祿統治到最後只有僅剩的禁衛軍也起義，以致尼祿的皇位最終也只能落入塞爾維烏斯·蘇爾皮基烏斯·加爾巴手中，禁衛軍最常引用的譬喻是：「達摩克里斯之劍」，也被視作忠誠堪慮的代表，由此可知位處邊疆的軍團往往會加入內戰。
西羅馬帝國主要的敵人是日耳曼人，他們的土地在廣大的萊茵河以及多瑙河之畔。屋大維在公元九年的東部擴張中遭到了當地日耳曼人的頑強抵抗，結果在條頓堡森林戰役中羅馬軍團幾乎全軍覆沒。在東方的安息帝國成為另一邊的勁敵，該國距離遙遠以及國力強盛以致不曾被征服，安息帝國每次的入侵均遭擊退，安息每次也擊敗羅馬的攻勢，但是也有少數戰勝的紀錄，例如圖拉真，然而這些離羅馬太遠的新領土最後都只能放棄，以確保和安息的和平相處。 
控制原本羅馬帝國的西部領土是比較容易的，因為日耳曼人並不像安息一樣團結，無論如何在兩邊都爆發戰爭時都是難以控制的，皇帝如果身在東部當然對該區的控制力比較強而對西部較弱，反之亦然，戰爭的確為不少皇帝執政帶來危機，卻也為不少皇帝開創未來。

### 經濟結構
羅馬以及義大利半島開始出現通貨膨脹，導致經濟發展遲緩，工業以及資金紛紛移出，在二世紀初期在義大利之外省份出身的皇帝，他們執政期間導致義大利行省經濟的敗壞，例如：圖拉真、哈德良，持續擴大的經濟問題最終導致帝國的崩潰。

### 三世紀危機

268年羅馬帝國疆域

235年3月18日皇帝亞歷山大·塞維魯被暗殺，羅馬陷入長達五十年的內戰，這段期間史稱「三世紀危機」。勇猛善戰的薩珊王朝發跡於帕提亞，取代安息帝國成為羅馬東部的心腹大患，隨著危機的白熱化，皇帝瓦勒良在259年東征波斯卻兵敗被俘，其長子加里恩努斯繼承皇位並再次對東方展開攻勢。日耳曼地區的總督波斯圖穆斯發動叛變，在基帕拿（今科隆）殺死加里恩努斯之子薩洛尼努斯，並建立高盧帝國與羅馬對峙。
高盧帝國建都於基帕拿並且迅速的掌握日耳曼以及高盧行省，甚至是伊比利半島及不列顛尼亞，並設有元老院及執政官，基本上維持了羅馬的宗教、語言以及文化，對日耳曼部落的戰績不亞於羅馬，然羅馬皇帝克勞狄二世（268年到270年在位）在擊退蠻族的入侵後，收復了獨立將近十年的高盧帝國之部分領地，與此同時帝國東部的數個省份被女帝芝諾比亞統治的巴爾米拉王國攻陷。272年皇帝奧勒良收復東部失土，俘虜芝諾比亞，在穩定東方的局勢後他將矛頭對向西方，在一年內把高盧帝國收復，高盧帝國的皇帝泰特里庫斯一世及其子二世心向羅馬，期望重回帝國的懷抱，在一夜的密談中泰特里庫斯的軍隊投降，奧勒良重新把三分的羅馬帝國統一。

### 四帝共治制

四帝共治下的羅馬領土架構

羅馬無限度的擴張最終使自身陷入三世紀危機，在275年奧勒良被暗殺到戴克里先繼位之間的十餘年，至少有八位皇帝被殺，而兇手都是其所屬的軍隊。
在戴克里先以降羅馬帝國的政治發展有很大的轉折，285年他任命馬克西米安為副帝並授予奧古斯都的頭銜，與其共治羅馬而馬克西米安治理帝國西部，在293年伽列里烏斯以及君士坦提烏斯一世被任命為凱撒（副皇帝），戴克里先帝造了第一次四帝共治制，這體系把帝國分成四大區塊也建造了四個有別於羅馬的帝都，以避免三世紀的窘境重演，在西部馬克西米安定都於米蘭，君斯坦提定都特里爾，在東部的首都分別是西錫爾米烏姆以及尼科米底亞，305年5月1日兩位奧古斯都同時遜位，由他們原先的凱撒升任，並由新任的奧古斯都任命新的凱撒，締造了第二次四帝共治制。

## 歷史

### 君士坦丁大帝
四帝共治制在君士坦提烏斯一世於306年逝世後產生重大轉折，其子君士坦丁大帝宣布在不列顛繼任奧古斯都，企圖接掌整個帝國西部，308年東部的奧古斯丁伽列里烏斯召開會議命令李錫尼為西部名義上的奧古斯都，然而君士坦丁的雄心不止於帝國西部，而是想統一整個羅馬，在東西方一系列的戰役後，在314年君士坦丁和李錫尼分別統制帝國的兩邊，324年君士坦丁在亞德里亞堡戰役中擊敗李錫尼統一羅馬。君士坦丁於330年宣告定都「新羅馬」（也被稱作「君士坦丁堡」），他也被認為東羅馬帝國(即後世所稱的拜占庭帝國)的首任皇帝。君士坦丁大帝最具影響的是把基督教合法化，使基督教文化影響西方社會至今。

四帝共治制雖然結束但這個統治的理念卻留下來了，羅馬最終分成兩個帝國，賢君聖主可以把帝國回歸到單一制的統治下，卻在帝王死後一次次的分成東西兩部。

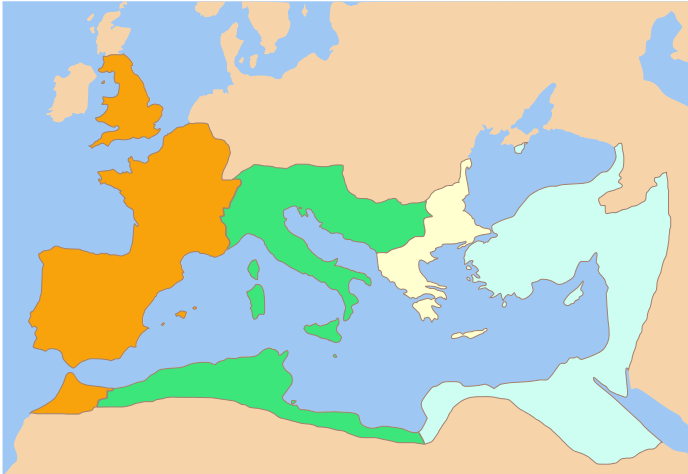
此次分治是君士坦丁大帝在各地分封凱撒，從左到右分別是：君士坦丁二世、君士坦斯一世、君士坦提烏斯二世，337年5月君士坦丁大帝逝世，三人瓜分帝國，而其他親屬全遭君士坦提烏斯殺害。

### 二次分裂
317年君士坦提烏斯二世誕生於潘諾尼亞，是為君士坦丁大帝所生的三個兒子之一，也是和大帝第二任妻子法烏斯塔所生，而法烏斯塔則是馬克西米連之女，君士坦提烏斯於327年11月13日被其父封為凱撒，羅馬重新回到唯一的皇帝統治，卻在337年結束統一，內戰在大帝三個兒子之間爆發，帝國也因此三分，直到350年君士坦斯被部下馬格嫩提烏斯所弒，隨後馬格嫩提烏斯於353年敗於君士坦提烏斯。
君士坦提烏斯的根據地主要分布於東方，361年君士坦提烏斯病逝，原本被任命為凱撒治理西部的堂弟尤利安繼位，363年尤利安在遠征波斯薩珊王朝時戰死，364年約維安繼位。

### 最終分裂
364年約維安逝世，瓦倫提尼安一世繼位，他把帝國再次分割並把東半部給予其弟瓦倫斯，然而穩定並未能維持很久，衝突因為外力侵入而來，376年西哥德人被匈人一路擊退，最後被允許進入帝國東部生活，然而事態終究失控而爆發阿德里安堡戰役，瓦倫斯本人也死於亂軍之中，從此國界改變，帝國的國情以及對外關係也不再相同。

395年狄奧多西過世後帝國分裂後的版圖

瓦倫提尼安一世逝世後，他的兒子及繼承人格拉提安在379年任命狄奧多西為東部皇帝。格拉提安在383年遭受馬克希穆斯的背叛而死，狄奧多西未具實力與馬克希穆斯一戰，故先與其議和。然而政局並未穩定，388年狄奧多西擊敗馬克希穆斯，西部名義上改由瓦倫提尼安二世統治，但東部的狄奧多西一世卻想要整合權力，392年瓦倫提尼安驟逝，狄奧多西順理成章的成為統一羅馬的皇帝。
394年狄奧多西平定帝國內亂，直到隔年他過世帝國都維持統一，他也是羅馬帝國最後一位維持統一的皇帝，其長子阿卡迪烏斯接掌帝國東部，幼子弗拉維烏斯·奧古斯都·霍諾留接掌帝國西部，此時帝國的文化已經羅馬－蠻族半摻，此影響卻也是之後東部存在較為長久的因素，在狄奧多西逝世後兩國依河分界而治，並自此後帝國再也沒有統一過。
之後西帝國無力阻擋跨越萊茵河來犯的部落——日耳曼，408年西哥德人更兵臨城下。

### 衰弱
西羅馬帝國自建立之初便被哥德人首領阿拉里克不斷入侵。
西元408年阿拉里克帶兵進攻義大利半島，並兵臨羅馬城，皇帝霍諾留躲了起來，於是阿拉里克的蠻族軍隊包圍羅馬，令羅馬城爆發了瘟疫，元老院不得不交出5000磅黃金、30000磅白銀和众多的金銀珠寶來求和。西元409年阿拉里克再次包圍羅馬城，趕走西羅馬帝國皇帝霍諾留，幸好東羅馬帝國皇帝阿卡狄烏斯念手足之情支援他，霍諾留因此保住皇位。西元410年，阿拉里克又一次包圍羅馬城，蠻族軍隊在城內杀掠三天，大獲而歸。而羅馬城則遭到了严重的毁坏。
西元410年至西元439年，霍諾留扶立瓦倫丁尼安三世成為西羅馬帝國的軍事首腦，令帝國整整平穩了30多年。
但至西元439年汪達爾人建立汪达尔-阿蘭王國，強大阿蘭王國的海軍不停從海路襲擊西羅馬帝國，於西元455年攻進羅馬城，罗马城遭受毁灭性破坏，西羅馬帝國皇帝被殺，此次劫后余生的罗马城还剩下7000人。西元445年，匈人阿提拉入侵西羅馬帝國。

### 滅亡

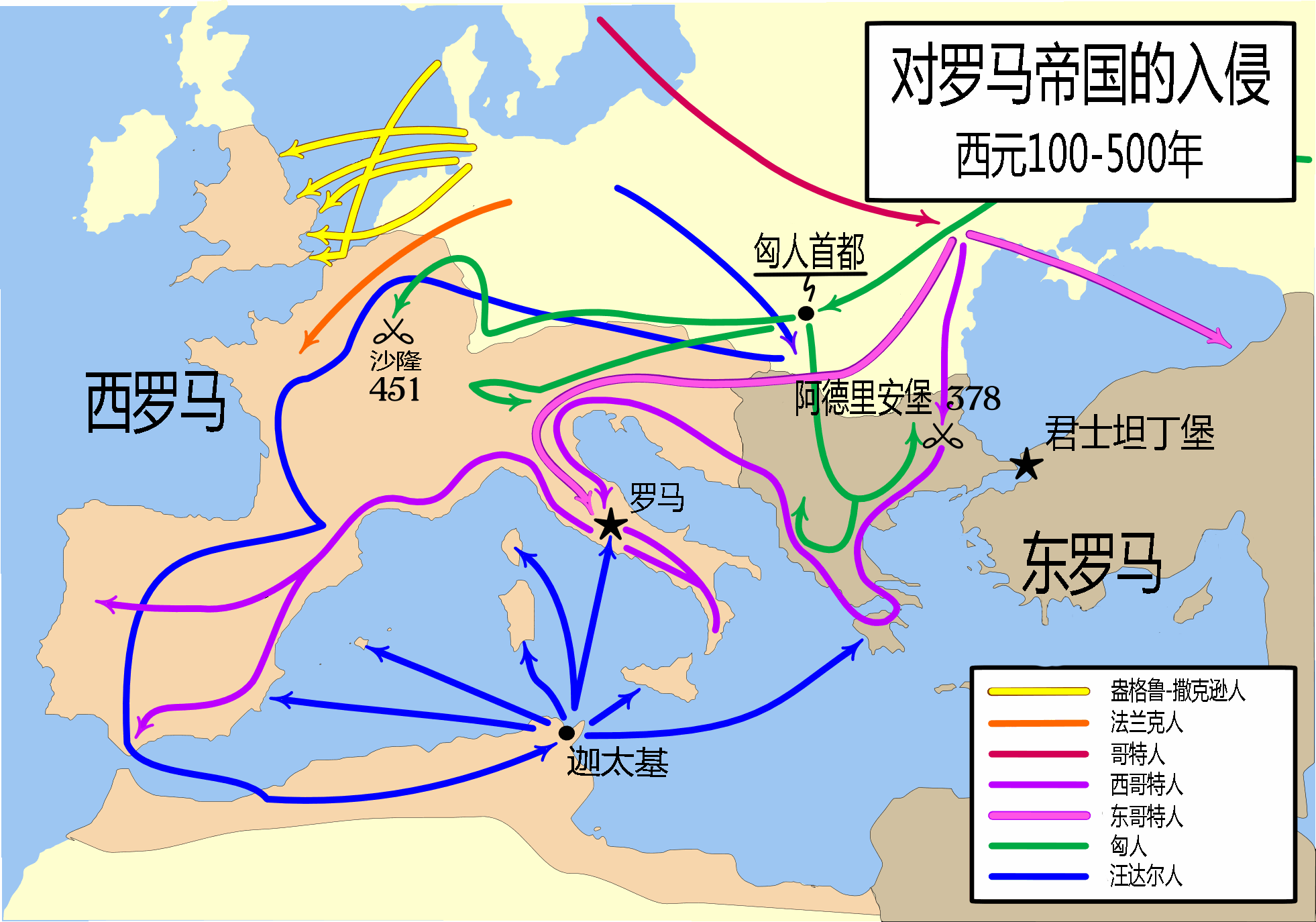
100－500年日耳曼人與匈人入侵羅馬的路線圖

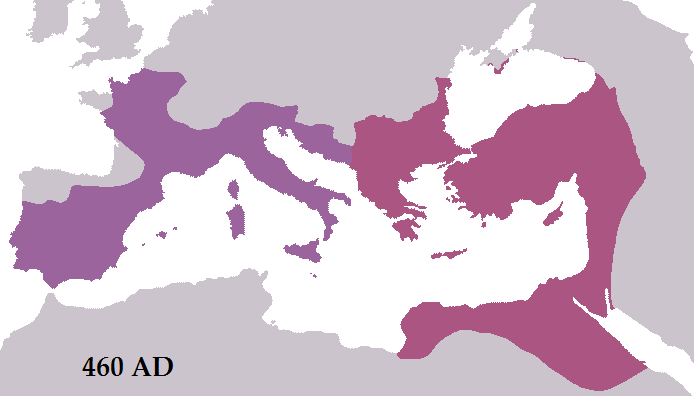
460年的情勢圖

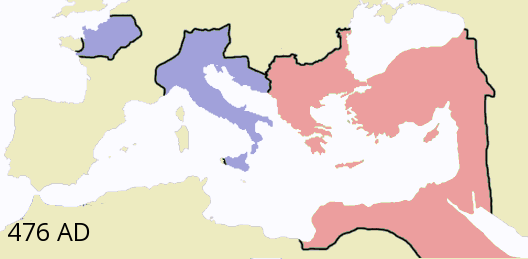
476年的東西羅馬帝國

在408年斯提利科被讒言所害後，皇帝弗拉維烏斯·奧古斯都·霍諾留也在423年撒手人寰，他維持的疆域也隨之崩潰，早在410年亞拉里克一世就曾予以帝國沉重的打擊，此舉在歷史上有重大意義，羅馬的國都終於在5世紀時被異族攻陷，甚至直搗西西里島以及非洲，之後也有蠻族攻陷西班牙的部分地區，之後君士坦丁三世在407年下令不列顛的軍隊跨海回防高盧，遺棄了在不列顛島上的羅馬公民。霍諾留逝世後，東羅馬扶植瓦倫丁尼安三世為帝，西羅馬此時已經無力維持軍隊規模。
西羅馬帝國在407年與西遷至西歐地區匈人結盟擊敗勃艮地人的入侵，於433年擊敗薩伏依人，儘管在強力的盟友協助下重新控制部分地區，在此世紀結束之際西羅馬帝國已經消耗太多的國力，勃艮地地區再次被奪走。444年匈人領袖阿提拉和西羅馬同盟，並同意迎娶公主也是皇帝的姐姐霍諾利亞，以準備攻擊西哥德王國。面對強勁的對手－西哥德王國，加上出爾反爾的西羅馬帝國，阿提拉攻擊高盧地區，雙方爆發著名的沙隆戰役，哥德－羅馬聯軍雖然勝利，但是西哥德王迪奧多里克卻陣亡。匈人儘管因為戰敗而退出高盧，但是阿提拉很快的整軍直搗義大利本土，教宗良一世出面乞和。453年阿提拉驟逝，留下龐大的帝國被繼任者分裂，最終消失在歷史的舞台。在非洲地區，汪達爾人蓋薩里克在429年從西班牙跨海攻擊，並於435年兵不血刃的占領迦太基，於439年建立起獨立的國家並成立強大的海軍，瓦倫丁尼安派遣艦隊與其貿易，汪達爾王國控制地中海西部絕大多數的島嶼以及海岸。455年汪達爾人攻陷羅馬，利奧再次出面調停。
多數蠻族因為在西羅馬的庇護下免於被匈人所滅，4世紀50年代日耳曼人反而對西羅馬入侵，於後的二十年間西羅馬的皇帝不斷被蠻族領袖所俘、驅逐或是被弒，從被阿提拉流放的瓦倫丁尼安，到末代皇帝尼波斯結局都差不多，蠻族領袖甚至扶植自己的兒子為帝。475年歐瑞斯特趕走西羅馬皇帝尼波斯，扶植自己的兒子羅慕路斯·奧古斯都為西羅馬皇帝。476年奧多亞塞殺死歐瑞斯特，廢黜羅慕路斯·奧古斯都，自立為意大利國王，這也象徵西羅馬帝國的覆亡。

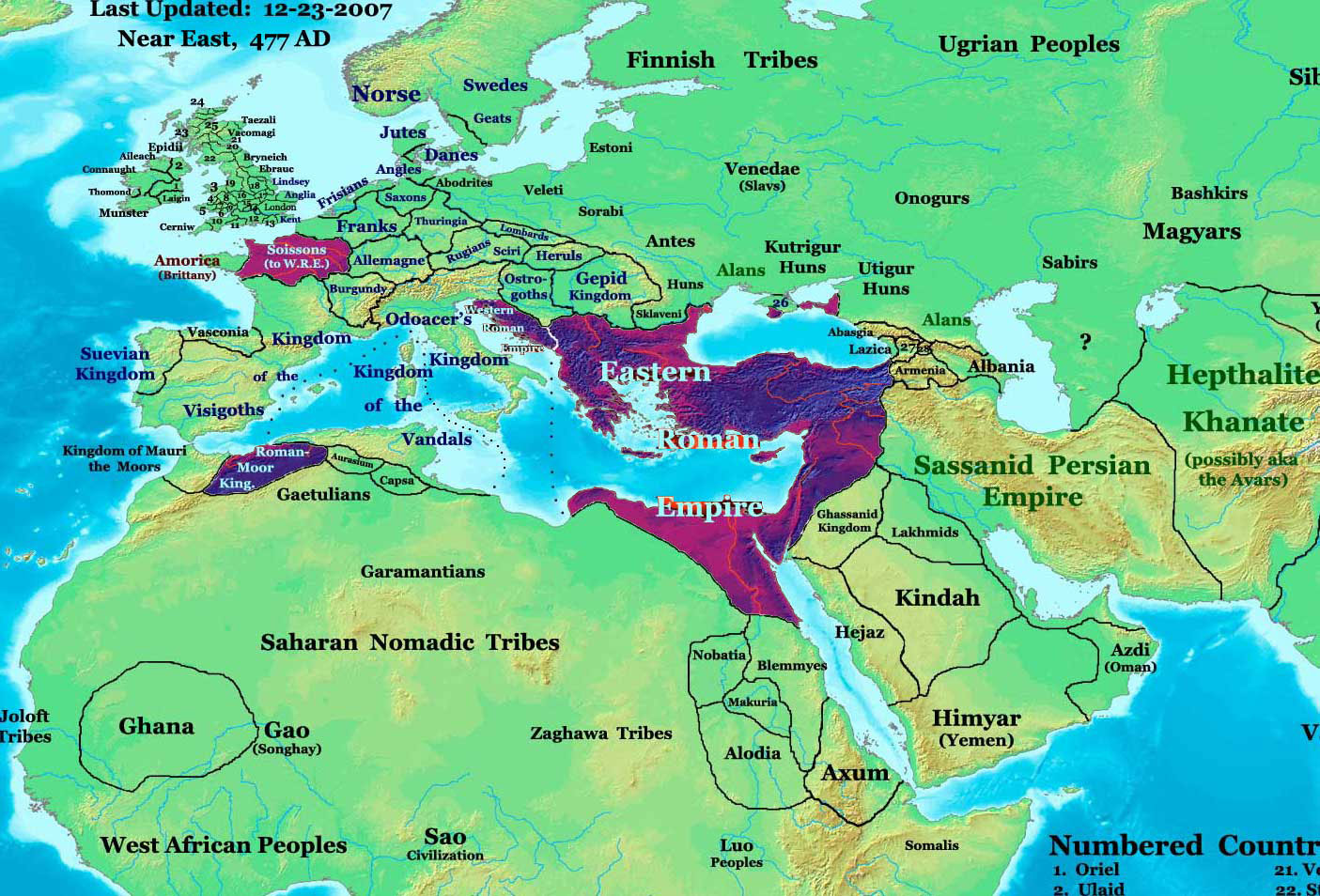
末代皇帝羅慕路斯退位後，477年歐洲的羅馬領地。

### 末代皇帝
西羅馬帝國一般認定的滅亡日期是476年9月4日，奧多亞塞罷黜羅慕路斯·奧古斯都，但缺乏具體史料使細節仍是謎團。尼波斯依舊自稱西羅馬皇帝，他控制達爾馬提亞直到480年被殺。東羅馬帝國的皇帝芝諾和蘇瓦松王國統治者夏克立乌斯也接受尼波斯主張。奧多亞塞在自封義大利的領袖後效忠芝諾，芝諾也正式冊封他承認其合法性，而奧多亞塞依舊遙尊尼波斯為西羅馬皇帝，在義大利的貨幣中依舊是尼波斯的肖像和名諱。480年尼波斯被暗殺後，芝諾廢除西羅馬皇帝皇位並宣布自己是羅馬帝國唯一皇帝。

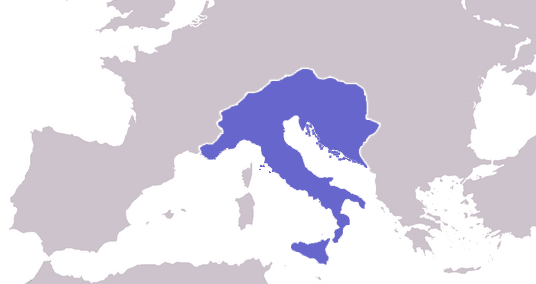
奧多亞塞極盛時期的版圖

## 滅亡後的政治局勢

### 狄奧多里克大帝
493年東哥德國王狄奧多里克大帝挑戰奧多亞塞，他聯合拜占廷皇帝芝諾來對付宿敵奧多亞塞，在誘殺奧多亞塞後他被拜占廷帝國冊封為總督，儘管實際上狄奧多里克大帝的地位是和拜占廷平起平坐的。
526年狄奧多里克大帝逝世之後，原先西羅馬帝國的境內被各個日耳曼民族統治，這些日耳曼民族也逐漸開始使用羅馬法，而拜占廷此時正值查士丁尼王朝統治，第二任皇帝查士丁尼一世有意恢復羅馬帝國，故向義大利半島進攻並收復該地。

### 東羅馬帝國收復西部領土

查士丁尼一世527年剛繼位的版圖（紅色），到565年收復的版圖。

在古典時代晚期到中世紀初期的時間，東羅馬帝國試圖收復西部那些被外族佔領的地區，在6世紀更積極攻取原西羅馬帝國極盛的版圖。其中最具成就的是皇帝查士丁尼一世，在位期間派出其麾下名將貝利撒留，先收復被汪達爾人占據的北非，並光復迦太基。此役乃收復義大利半島的前哨站，之後更完全收復該地，並接著收復伊比利半島的南部。然而在查士丁尼逝世後，東羅馬帝國無力管理這些剛被收復的領土，倫巴底人於568年開始統治北義大利。
儘管日後的東羅馬皇帝都企圖收復西羅馬的失地，卻沒有一個成就可以比擬查士丁尼，此後歐洲的東西部分治也導致日後的命運各不相同。在查士丁尼逝世之後帝國努力守護既有傳統的邊界，7世紀後東羅馬帝國的軍力已經大不如前。儘管東西羅馬兩個帝國的命運是大不相同的，然而其結局卻如出一轍。

## 經濟
在西部低度的都市化加上人口擴張，增加帝國晚期部分行省的經濟負擔，南部的義大利與北部的高盧，甚至西班牙部分地區都難以維持駐軍，然而富饒的東部就沒有贫困的問題，最好的例證就是君士坦丁大帝和君士坦提烏斯二世憑藉著東方統治整個羅馬帝國，因此替拜占廷提供了職業軍人也替他們招募到傭兵，於此同時西羅馬帝國就無法負荷此等財力，在防禦方面拜占廷就可以負擔，而西羅馬不能，因此凸顯出差異也導致結局不同。
政治、經濟以及軍事促使拜占廷資源集中也維持該國的安定，他們在軍事要衝以及貿易路線設置防禦據點，然而無能為力的西羅馬帝國版圖終究支離破碎，402年帝都最後遷至拉文納，主因在於拜占廷的艦隊容易馳援，但該地位處沼澤之中，經濟力仍被羅馬政府以及元老院的貴族掌控，特別是義大利以及非洲地區，皇帝加里恩努斯在三世紀危機把被軍隊控制的元老院奪走後，元老院就喪失最大的利益所在——軍隊，5世紀初葉元老院內的地主階級在很大的層度上被限制服兵役，但仍夠藉著大的財力維持在帝國西部的實力，在4世紀帝國西部的高盧以及萊茵河沿岸部屬重兵防禦蠻族，當時特里爾聚集超過帝都的資源以防禦法蘭克人，394年狄奧多西一世與葉夫根尼（Eugenius）之間爆發內戰，剛建立不久的西部帝國調離不列顛以及萊茵地區的兵力來防禦義大利，從此以後局勢逼變，西部再也無法防止蠻族越界侵入。
西羅馬帝國的資源相當貧瘠，也缺少人力籌備武裝力量，只好招募蠻族的部隊來負責防務，然而政府卻無力給付薪資，以至蠻族一步步入侵領土，政府被迫增加稅金來應付軍費開支。隨著中央勢力衰弱終使帝國邊疆行省喪失，最後只能控制沿地中海的地區，羅馬皇帝試圖維持領海權，不料汪達爾人卻征服北非地區，帝國深陷蠻族包圍只能掌握鮮少的資源，喪失非洲的行省後義大利半島形同孤島，經濟無力穩定而崩潰。

## 影響
隨著西羅馬帝國的覆亡，新進的日耳曼民族占據原本羅馬的行省分而治之，此舉也延續羅馬法及其傳統，原先的日耳曼部落大多已經基督化，屬於阿里烏教派，在侵入羅馬後紛紛改歸天主教，以獲取當地羅馬公民的效忠，也同時轉為支持較具實力的天主教會，儘管他們保持了部落既有的法律，卻無法避免羅馬法的影響。
羅馬法係由查士丁尼一世彙編的民法大全為主要架構，是為古代的私法也是現代的大陸法系的基礎，而海洋法系則是基於日耳曼人的英格蘭-薩克遜法演變而來。
拉丁文在現代幾乎形同死語，其與鄰近的日耳曼語族和凱爾特語族融合，成為現代的羅曼語族，例如：法語、西班牙語、葡萄牙語、羅馬尼亞語、加泰羅尼亞語、奧克語和羅曼什語。拉丁文也影響了日耳曼語族例如：英文、德文以及荷蘭文，甚至包含了凱爾特語和阿爾巴尼亞語，也涵蓋了斯拉夫語系的波蘭語和捷克語，還有和印歐民族毫不相干的匈牙利語。拉丁字母也發展出新的字母如J（從I發展而來）、U（從V發展而來），日耳曼語和波蘭語還發展出了W，這些影響涵蓋當今地球上拼寫字母系統，羅馬數字至今仍被使用，但其地位正遭受阿拉伯數字的挑戰。
政治思想也被羅馬的皇帝制度有所影響，皇帝兼任宗教領袖（先是羅馬的多神信仰的大祭司，後成為基督教皇帝）因此成為唯一的統治者，儘管到了中世紀，神聖羅馬帝國的皇帝仍堅持自稱為繼承西羅馬的帝位以維護統治的正當性，而這又是緣於800年教宗良三世向查理曼求援，在事成後封其為「羅馬人的皇帝」，而神聖羅馬帝國可以在中世紀以帝號自居（其他國家大多稱王），是因為羅馬政治的共治制，該國認定拜占廷帝國是帝國的共治者，而兩國是古羅馬的繼承人，此舉直到1806年結束，法國在路易十四時代國力大幅增加以使法國具有帝國的地位，為拿破崙一世稱帝奠基基礎，而拿破崙在該年擊敗以奧地利帝國為首的第四次反法同盟，迫使其取消神聖羅馬帝國的帝號。
西羅馬帝國的遺產還包含了天主教會，天主教會逐漸取代西羅馬帝國的權威，成為西歐最具權威的組織，也穩定5世紀羅馬覆亡後的亂世，也藉此強化法律、人民以及行政資源，因此出現安波羅修之類的宗教強人，在羅馬遭受日耳曼部落入侵後的大黑暗時期（9－10世紀），天主教會成為唯一的權威，影響力也逐漸到了北歐。
總結一下西羅馬帝國的覆亡，有對以下層面重要的影響：
- 社會：西羅馬帝國的滅亡，結束了西歐、北非等地的奴隸社會。
- 歷史：由於羅馬帝國的重大影響，所以於西元476年西羅馬帝國滅亡後，一般也被稱為古代歐洲的終結，並進入了中古時代。
- 民族：瓜分西羅馬帝國之外族，一部分成為今天歐洲國家的前身。
- 政治：歐洲之後不再有統一政權。
- 局勢：歐洲黑暗時代開始。

## 皇帝列表

### 四帝共治
东西部各有两帝，一为正帝，称奥古斯都，一为副帝，称凯撒。正帝退位后由副帝补上，但这种承继制度在戴克里先死后无人执行。
| 在位         | 拉丁文名      | 中文譯名         | 皇号                                                                             | 备注                                                                |
| ------------ | ------------- | ---------------- | -------------------------------------------------------------------------------- | ------------------------------------------------------------------- |
| 286年－305年 | MAXIMIANVS    | 马克西米安       | IMPERATOR CAESAR GAIVS AVRELIVS VALERIVS MAXIMIANVS PIVS FELIX INVICTVS AVGVSTVS | 与戴克里先同为奥古斯都，掌管西部，被迫自殺                          |
| 305年－306年 | CONSTANTIVS I | 君士坦提乌斯一世 | IMPERATOR CAESAR GAIVS FLAVIVS VALERIVS CONSTANTIVS AVGVSTVS                     | 与伽列里乌斯同为恺撒，305年成为西部奥古斯都，与伽列里乌斯为共治皇帝 |
| 306年－307年 | SEVERVS II    | 塞维鲁二世       | IMPERATOR SEVERVS PIVS FELIX AVGVSTVS                                            | 305年成为恺撒，306年成为西部奥古斯都，与伽列里乌斯为共治皇帝        |
| 306年－312年 | MAXENTIVS     | 马克森提乌斯     | MARCVS AVRELIVS VALERIVS MAXENTIVS PIVS FELIX INVICTVS AVGVSTVS                  | 306年起自称皇帝，被君士坦丁一世打败，被废黜                         |
| 324年        | MARTINIANVS   | 马提尼安努斯     | IMPERATOR CAESAR SEXTVS MARCIVS MARTINIANVS PIVS FELIX INVICTVS AVGVSTVS         | 324年起为西部奥古斯都，与李锡尼为共治皇帝，被杀                     |

### 君士坦丁王朝
| 在位         | 拉丁文名         | 中文譯名         | 皇号 | 备注                                                                               |
| ------------ | ---------------- | ---------------- | --- | ---------------------------------------------------------------------------------- |
| 307年－337年 | CONSTANTINVS I   | 君士坦丁一世     | IMPERATOR CAESAR FLAVIVS CONSTANTINVS PIVS FELIX INVICTVS AVGVSTVS PONTIFEX MAXIMVS PATER PATRIAE PROCONSVL | 原为四帝共治中的西帝，后击败其他诸帝，成为罗马帝国唯一统治者。第一位信基督教的皇帝 |
| 337年－340年 | CONSTANTINVS II  | 君士坦丁二世     | IMPERATOR CAESAR FLAVIVS VALERIVS CONSTANTINVS AVGVSTVS                                                     | 君士坦丁一世死后，国分为三，君士坦丁二世得一份。阵亡                               |
| 337年－361年 | CONSTANTIVS II   | 君士坦提乌斯二世 | IMPERATOR CAESAR FLAVIVS IVLIVS CONSTANTIVS AVGVSTVS                                                        | 君士坦丁一世死后，国分为三，君士坦提乌斯二世得一份。                               |
| 337年－350年 | CONSTANS         | 君士坦斯一世     | IMPERATOR CAESAR FLAVIVS IVLIVS CONSTANS AVGVSTVS                                                           | 君士坦丁一世死后，国分为三，君士坦斯得一份。被马格嫩提乌斯所杀                     |
| 350年－353年 | MAGNVS MAGENTIVS | 马格嫩提乌斯     | IMPERATOR CAESAR FLAVIVS MAGNVS MAGENTIVS AVGVSTVS                                                          | 篡位者，自杀                                                                       |
| 350年        | Vetriano         | 维特里亚诺       | | 自立为帝                                                                           |
| 350年        | Nepotianus       | 尼波提亚努斯     | | 自立为帝                                                                           |
| 361年－363年 | IVLIANVS         | 尤利安（背教者） | IMPERATOR CAESAR FLAVIVS CLAVDIVS IVLIANVS AVGVSTVS                                                         | 阵亡                                                                               |
| 363年－364年 | IOVIANVS         | 约维安           | IMPERATOR CAESAR FLAVIVS IOVIANVS AVGVSTVS                                                                  | 暴死                                                                               |

### 瓦伦丁尼安王朝
| 在位         | 拉丁文名         | 中文譯名            | 皇号                                                       | 备注                                        |
| ------------ | ---------------- | ------------------- | ---------------------------------------------------------- | ------------------------------------------- |
| 364年－375年 | VALENTINIANVS I  | 瓦伦丁尼安一世      | IMPERATOR CAESAR FLAVIVS VALENTINIANVS PIVS FELIX AVGVSTVS | 西帝                                        |
| 367年－383年 | GRATIANVS        | 格拉提安            | IMPERATOR CAESAR FLAVIVS GRATIANVS PIVS FELIX AVGVSTVS     | 被叛军所杀                                  |
| 375年－392年 | VALENTINIANVS II | 瓦伦丁尼安二世      | IMPERATOR CAESAR FLAVIVS VALENTINIANVS PIVS FELIX AVGVSTVS |                                             |
| 383年－388年 | Magnus Maximus   | 马格努斯·马克西穆斯 |                                                            | 西部的篡位者，被狄奥多西一世处死            |
| 386年－388年 | Flavius Victor   | 弗拉维乌斯·维克托   |                                                            | 马格努斯·马克西穆斯之子，被狄奥多西一世所杀 |
| 392年－394年 | Eugenius         | 欧根尼乌斯          |                                                            | 西部的篡位者，阵亡                          |

### 西羅馬帝國
| 在位         | 拉丁文名           | 中文譯名                | 皇号                                                  | 备注                         |
| ------------ | ------------------ | ----------------------- | ----------------------------------------------------- | ---------------------------- |
| 395年－423年 | HONORIVS           | 霍诺里乌斯              | IMPERATOR CAESAR FLAVIVS HONORIVS PIVS FELIX AVGVSTVS | 与君士坦提乌斯三世为共治皇帝 |
| 409年－415年 | PRISCVS ATTALVS    | 普里斯库斯·阿塔卢斯     | IMPERATOR CAESAR PRISCVS ATTALVS PIVS FELIX AVGVSTVS  | 自立为帝                     |
| 407年－411年 | Constantine III    | 君士坦丁三世            |                                                       | 争位者                       |
| 409年－411年 | Constans II        | 君士坦斯二世            |                                                       | 争位者                       |
| 411年－413年 | Jovinus            | 约维努斯                |                                                       | 争位者                       |
| 412年－413年 | Sebastianus        | 塞巴斯蒂安努斯          |                                                       | 争位者                       |
| 421年        | Constantius III    | 君士坦提乌斯三世        |                                                       | 与霍诺里乌斯为共治皇帝       |
| 423年－425年 | Joannes            | 约翰尼斯                |                                                       | 争位者                       |
| 425年－455年 | Valentinian III    | 瓦伦丁尼安三世          |                                                       |                              |
| 455年        | Petronius Maximus  | 佩特罗尼乌斯·马克西穆斯 |                                                       |                              |
| 455年－456年 | Avitus             | 阿维图斯                |                                                       |                              |
| 457年－461年 | Majorian           | 墨乔里安                |                                                       | 退位                         |
| 461年－465年 | Libius Severus     | 利比乌斯·塞维鲁         |                                                       |                              |
| 467年－472年 | Anthemius          | 安特米乌斯              |                                                       | 被处死                       |
| 472年        | Olybrius           | 奥利布里乌斯            |                                                       |                              |
| 473年－474年 | Glycerius          | 格利塞里乌斯            |                                                       | 退位                         |
| 474年－475年 | Julius Nepos       | 尼波斯                  |                                                       | 退位                         |
| 475年－476年 | Romulus Augustulus | 罗慕路斯·奥古斯都       |                                                       | 最后的皇帝，被废             |

## 外部連結
- 西羅馬帝國歷史 （页面存档备份，存于）（日語）
- 羅馬帝國時間表 （页面存档备份，存于）（英文）
- 古罗马考古遗址列表 （页面存档备份，存于）